# Osmoxylon micranthum
Osmoxylon micranthum är en araliaväxtart som först beskrevs av Hermann Harms, och fick sitt nu gällande namn av William Raymond Philipson. Osmoxylon micranthum ingår i släktet Osmoxylon och familjen Araliaceae. Inga underarter finns listade.